# 似顔絵師
似顔絵師（にがおえし）は、似顔絵作品を描くアーティストおよび職業。
英語では「Caricature Artist（カリカチュアアーティスト）」や「Caricaturist（カリカチュリスト）」と呼ぶ。
日本でもカリカチュアアーティストと呼ぶことがあるが、日本ではカリカチュアは「誇張して面白く描く似顔絵」という認識の為、カリカチュア専門の似顔絵師のことをそう呼ぶ。

## 分類
似顔絵師は主に対面で席描き（ライブスケッチ）するアーティストのことを示すので、「似顔絵作家」と名乗るアーティストも多い。似顔絵作家は有名人の似顔絵を中心に描くアーティストのことをいう場合が多いが、一般的には総じて似顔絵師と呼ばれる。
近年の日本ではカリカチュアアーティストも増えている。これはカリカチュア・ジャパンの影響が大きい。欧米では似顔絵といえばカリカチュアだが、日本ではあまり馴染みがなかった為、日本の似顔絵と明確に区別されることもある。
似顔絵と肖像画は混同されがちだが、似顔絵はデフォルメやカリカチュアライズされたものがベースの為、肖像画家は似顔絵師には分類されないのが通例である。
また、風刺漫画家は著名人の似顔絵を描く事が多く、漫画家やイラストレーターと並行して似顔絵師として活動するアーティストも少なくない。

## 日本における歴史
浮世絵師の一筆斎文調や勝川春章の役者絵にはじまり、明治にはジャパン・パンチやトバエが創刊され風刺漫画が一躍人気となり、風刺漫画家が増えた。服部亮英や岡本一平が活躍し、服部は自身の著書似顔絵雲水で「似顔絵の流行はもう全国的になった。我々はこの運動の先駆者である」とし、街頭で商売として似顔絵が成立し始めたのは大正中期だと語っている。
昭和では山藤章二や針すなおがメディアで活躍するようになり、大衆娯楽として定着している。
平成では似顔絵を主体とする企業が現れ始め、大会やコンテストも多く開催されるようになる。
小河原智子の証言によれば、1980年以前は下描きせずに墨と筆で描くのが主流だった。その為日本では色紙を使う事が多く、似顔絵=色紙というイメージが定着した。90年代頃からアメリカのカリカチュアの影響もあって下描きしてマーカーで主線を引くことが多くなり、これにより女性の似顔絵師が増え、デザインタッチや少女漫画タッチも多くなっている。

## 世界における歴史
似顔絵（カリカチュア）を専門にするアーティストが現れ始めたのは16世紀頃、アンニーバレ・カラッチやジャン・ロレンツォ・ベルニーニらがカリカチュアを芸術として描き始めた。19世紀には印刷技術の発展により多くの新聞や雑誌が刊行され、それに伴いカリカチュアも一気に人気の大衆娯楽となる。これをカリカチュア革命と呼ぶ。このカリカチュア革命を機にカリカチュアアーティストは増え、それと共に誇張して面白おかしく描くカリカチュアが主流となった。

## 似顔絵師が関係する事件、騒動
- 2015年シャルリー・エブド襲撃事件 : イスラム過激派テロリストが風刺新聞『シャルリー・エブド』本社を襲い、風刺画家シャルブを含む12人を殺害した事件。
- 2016年グレン・ファーガソン殺人未遂事件 : 世界的に有名な似顔絵師のグレン・ファーガソンが職場であるユニバーサルスタジオオーランドで元同僚に後頭部を刃物で刺され重傷を負った事件。
- 2018年セリーナ・ウィリアムズ人種差別騒動 : オーストラリアの風刺漫画家マーク・ナイトが、全米オープンテニス決勝で大坂なおみに敗れたセリーナ・ウィリアムズのリアクションを描いたものが人種差別論争になった。

## 日本の主な似顔絵会社
- WORLD1
- カリカチュア・ジャパン
- ベス・カンパニー
- 星の子プロダクション

## 日本の主な似顔絵師
- HANA
- Kage
- miki
- shiohida
- 石原瞳
- 岡本一平
- 小河原智子
- 高木祐介
- 田畑伴和
- 田村大
- 針すなお
- 服部亮英
- 宮城康助
- 山藤章二

## 世界の主な似顔絵師
- アンニーバレ・カラッチ
- オノレ・ドーミエ
- グレン・ファーガソン
- コート・ジョーンズ
- ジャン・ロレンツォ・ベルニーニ
- ジョー・ブルーム
- ステファン・シルバー
- ダニエル・ステグリッツ
- トム・リッチモンド
- ヤン・オプ・デ・ビーク